# Žíšov
Žíšov település Csehországban, a Tábori járásban. Žíšov Veselí nad Lužnicí, Sviny, Řípec, Borkovice és Dráchov településekkel határos. Lakosainak száma 285 fő (2024. január 1.).

## Népesség
A település lakosságának változását az alábbi diagram mutatja:
| Lakosok száma | 200  | 207  | 293  | 226  | 185  | 221  | 213  | 247  | 233  | 285  |
|               | 1869 | 1900 | 1921 | 1961 | 1980 | 2011 | 2016 | 2019 | 2021 | 2024 |